# Jastrzębiec przenętowaty
Jastrzębiec przenętowaty (Hieracium prenanthoides Vill.) – gatunek rośliny z rodziny astrowatych. W Polsce jest rzadki; rośnie w Sudetach i Karpatach.

## Morfologia

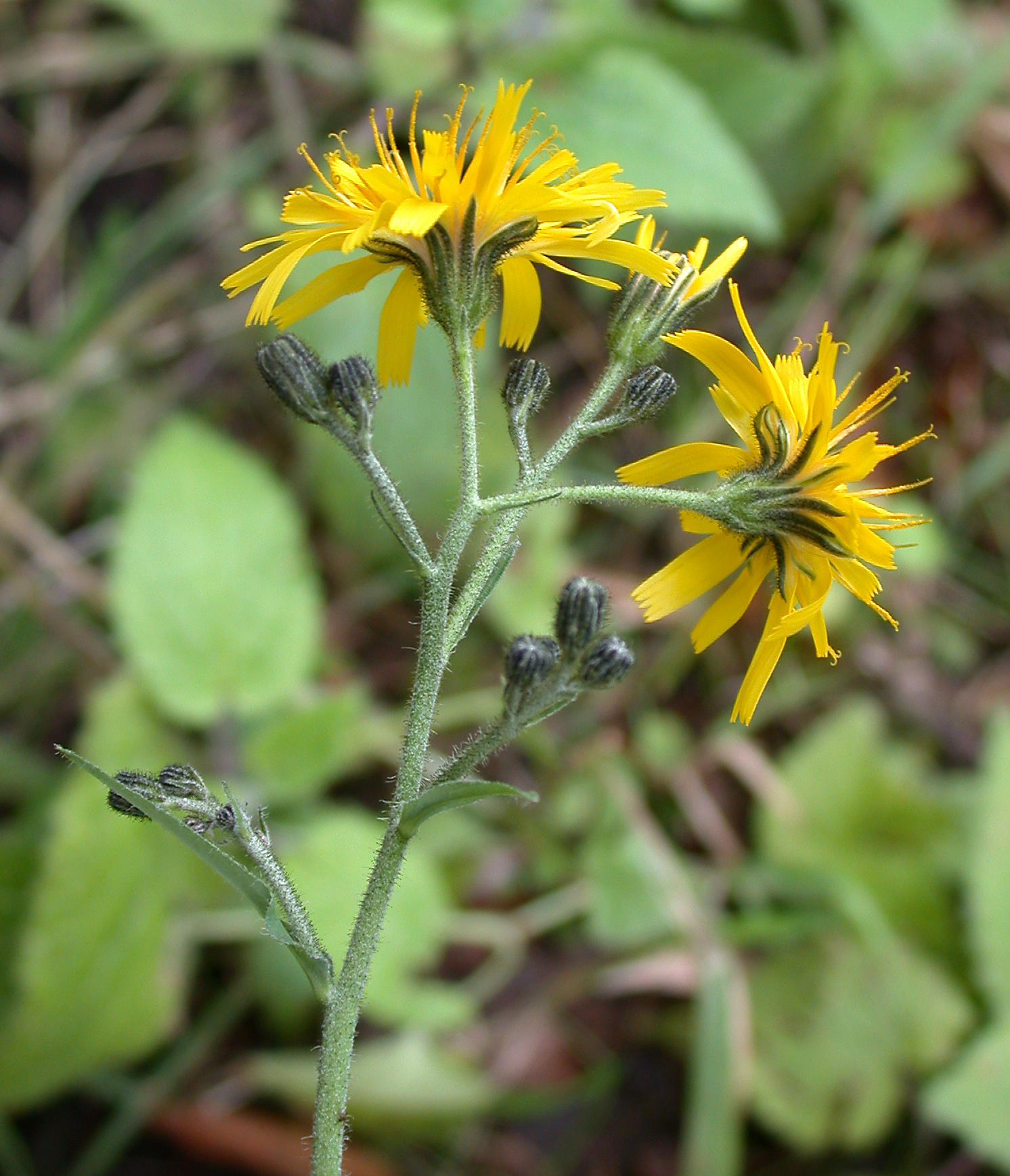
Kwiatostan

ŁodygaDo 60 cm wysokości, pokryta w górnej części włoskami gwiazdkowatymi oraz gruczołowatymi.
LiścieLiści odziomkowych brak. Liście łodygowe podłużnie jajowatolancetowate, skrzypcowate, obejmujące uszkami łodygę.
KwiatyZebrane w koszyczki długości około 10 mm, pokryte włoskami gruczołowymi. Szypułki ogruczolone. Łuski okrywy koszyczka ustawione dachówkowato w wielu szeregach.
OwocBrunatna niełupka z dwurzędowym puchem kielichowym z włoskami nierównej długości.

## Biologia i ekologia
Bylina, hemikryptofit. Kwitnie od lipca do września. Gatunek charakterystyczny wysokogórskich ziołorośli i traworośli z klasy Betulo-Adenoctyletea.

## Zmienność
Gatunek zróżnicowany na 27 podgatunków:
- Hieracium prenanthoides subsp. alessicum Besse & Zahn
- Hieracium prenanthoides subsp. brittatense (Üksip) Greuter
- Hieracium prenanthoides subsp. bupleurifolioides Zahn
- Hieracium prenanthoides subsp. bupleurifolium (Tausch) Zahn
- Hieracium prenanthoides subsp. buschianum (Üksip) Greuter
- Hieracium prenanthoides subsp. cinereiceps (Zahn) Zahn
- Hieracium prenanthoides subsp. constrictum (Arv.-Touv.) Zahn
- Hieracium prenanthoides subsp. cynanchoides (Arv.-Touv. & Gaut.) Zahn
- Hieracium prenanthoides subsp. ephemeridifolium (Arv.-Touv.) Zahn
- Hieracium prenanthoides subsp. eurylophum (Omang) Zahn
- Hieracium prenanthoides subsp. gredense (Rouy) Greuter
- Hieracium prenanthoides subsp. hoegeri Zahn
- Hieracium prenanthoides subsp. hypoglaucum Litv. & Zahn
- Hieracium prenanthoides subsp. jaquetianum (Zahn) Zahn
- Hieracium prenanthoides subsp. juvonis (Murr) Zahn
- Hieracium prenanthoides subsp. lanceolatum (Vill.) Zahn
- Hieracium prenanthoides subsp. loriense (Üksip) Greuter
- Hieracium prenanthoides subsp. melanotrichum (Reuter) Zahn
- Hieracium prenanthoides subsp. perfoliatum (Froel.) Fr.
- Hieracium prenanthoides subsp. praeruptorum Nyman
- Hieracium prenanthoides subsp. prenanthoides
- Hieracium prenanthoides subsp. pseudoprenanthes (J.Serres) Zahn
- Hieracium prenanthoides subsp. salicarium (Arv.-Touv.) Zahn
- Hieracium prenanthoides subsp. strictissimum (Froel.) Zahn
- Hieracium prenanthoides subsp. subelatifolium Zahn
- Hieracium prenanthoides subsp. transalpinum (Arv.-Touv.) Zahn
- Hieracium prenanthoides subsp. violascens (Borbás) Zahn

## Ochrona
Roślina umieszczona na Czerwonej liście roślin i grzybów Polski (2006) w grupie gatunków wymierających (kategoria zagrożenia: E).